# UFC Fight Night: Felder vs. Hooker
UFC Fight Night: Felder vs. Hooker (también conocido como UFC on ESPN+ 26 o UFC Fight Night 168) fue un evento de artes marciales mixtas producido por Ultimate Fighting Championship que se llevó a cabo el 23 de febrero de 2020 en la Spark Arena de Auckland.

## Historia
El evento fue el tercero que la promoción organizó en Auckland y el primero desde UFC Fight Night: Lewis vs. Hunt en junio de 2017.
Un combate de peso ligero entre Paul Felder y Dan Hooker sirvió como combate estelar del evento.
Una pelea de peso semipesado entre Tyson Pedro y Vinicius Moreira estaba programada para el evento. Sin embargo, Pedro se retiró de la pelea a principios de enero tras una lesión no revelada. A su vez, los funcionarios de la promoción eligieron eliminar a Moreira de la cartelera por completo.
Un combate de peso mosca femenino entre Rachael Ostovich y Shana Dobson estaba programado para el evento. Sin embargo, Ostovich se retiró de la pelea por una razón desconocida y fue reemplazada por Priscila Cachoeira.
Un combate de peso paja femenino entre Loma Lookboonmee y Hannah Goldy estaba programado para el evento. Sin embargo, Goldy se retiró debido a una lesión en el hombro y fue reemplazada por la excampeona de peso paja de Invicta FC, Angela Hill.
Una combate de peso ligero entre Jamie Mullarkey y Jalin Turner fue programado para el evento. Sin embargo, Mullarkey se retiró del evento debido a una lesión y fue reemplazado por Joshua Culibao, que hacía su debut en la promoción.
Se programó un combate de peso wélter entre Maki Pitolo y Takashi Sato para la parte preliminar de la cartelera. Sin embargo, el combate se canceló ya que Pitolo no pudo llegar a la báscula durante los pesajes después de enfermarse y el personal médico canceló el enfrentamiento.